# Þorlákur Runólfsson
Þorlákur Runólfsson (1086-1133) fue el tercer obispo de Skálholt, Islandia. Era hijo de Runólfur Þorláksson (n. 1040) de Skagafjörður, y Hallfríður Snorradóttir (n. 1040), hija de Snorri Thorfinnsson.
Þorlákur estudió con sus hermanos en Haukadalur. Gissur Ísleifsson lo escogió entre todos como su sucesor, que en principio Þorlákur se negó, en parte porque consideraba que era demasiado joven, y fue a estudiar al continente. Fue ordenado obispo por el arzobispo Össur en Lund, el 28 de abril de 1118. Hungurvaka cita que era un hombre muy atractivo, de cabellos rojizos, y no parecía un obispo cuando regresó del extranjero. 
Sucedió en el obispado de Skalhólt a Gissur, tras su muerte, y junto a Ketill Þorsteinsson de Hólar, escribieron Kristinréttur hinn forni (viejo derecho cristiano). Mantuvo la escuela de Skalhólt como sus predecesores y trajo a Gissur Hallsson desde Haukadal.